# Москва-Сортувальна (локомотивне депо)
55°45′49″ пн. ш. 37°43′15″ сх. д. / 55.76361° пн. ш. 37.72083° сх. д.
Локомотивне депо Москва-Сортувальна (рос. локомотивное депо Москва-Сортировочная) — підприємство залізничного транспорту у місті Москва, належить Московській залізниці. Депо займається ремонтом і експлуатацією тяглового рухомого складу.

## Тягові плечі
Депо виконує маневрову роботу на станціях Московського вузла, а також обслуговує пасажирські та вантажні поїзди.
- Москва Казанська — Рязань 1
- Москва Казанська — Рязань 2
- Москва Казанська — Мічуринськ-Уральський
- Москва Казанська — Мічуринськ-Воронезький
- Москва Казанська — Вєковка
- Москва Казанська — Ряжськ 1
- Перово — Вековка
- Перово — Орєхово-Зуєво
- Перово — Рибне
- Москва Казанська — Вороніж
- Москва Казанська — Лєски

## Рухомий склад
До депо Москва-Сортувальна приписані тепловози серій ЧМЕ3, ЧМЕ3Т, ЧМЕ3Е, електровози постійного струму ЧС2К. У депо експлуатувалися раніше тепловози ТЕ2.